# Teitanblood
Teitanblood ist eine spanische Black-/Death-Metal-Band aus Madrid.

## Geschichte
Die Band wurde 2003 gegründet. 2004 erschien ihre Demoaufnahme Genocide Chants to Apolokian Dawn, 2005 folgte eine Split-EP mit der Band Proclamation, zu der persönliche Überschneidungen bestehen und deren Schlagzeuger Abomination of 4 Winds and Bestial Offensor Teitanblood als „Bruder-Band“ betrachtet.
NSK war außerdem zeitweilig bei Ofermod tätig: Für den Dezember 2005 kündigte die Band an, im Studio des damaligen Ofermod-Schlagzeugers Necromorbus ihr Debütalbum Pentagrammaton aufzunehmen, wobei Sänger Leviathan Nebiros sich den Gesang mit Moloch teilen werde; dieser sei ein spiritueller Bruder und unter einem anderen Namen im spanischen Black-/Death-Metal-Untergrund bekannt. Das Pentagrammaton-Album kam nicht zustande, einige Lieder und Riffs wurden für Ofermods Debütalbum Tiamtü und ein Nefandus-Album genutzt. Belfagor von Ofermod verkündete jedoch, dass Moloch weiterhin mit seiner Band arbeiten und bei Konzerten den Gesang übernehmen werde, sollte Nebiros verhindert sein. Moloch habe die Hälfte des Textes des Textes zu Eu Angélion verfasst; im Beiheft des Albums wird er als “frater Nasko of Teitanblood” genannt.
2006 erschien eine Split-EP mit der deutschen Band Necros Christos. Da die Band keine Limitierung des Materials vorgesehen hatte, entschied NSK sich für dessen Verbreitung auf Anfrage auf CD-R mit kopiertem Cover und ein paar Flugblättern oder Aufklebern; als er Anastasis von Nuclear Winter Records um die Herstellung dieser Aufkleber bat und ihm von seinen Absichten berichtete, schlug dieser ihm eine offizielle Veröffentlichung vor. NSK sagte unter der Bedingung, diese Veröffentlichung nicht zu limitieren und zu einem angemessenen Preis zu verkaufen, zu. 2009 erschien das Debütalbum Seven Chalices. Mit dem Ausstieg des Gitarristen Usurper of Eternal Condemnation and Inverted Crucifixion wurde die Besetzung auf zwei Mitglieder reduziert.

## Stil
Usurper of Eternal Condemnation and Inverted Crucifixion, der auch bei Proclamation spielt, beschreibt Teitanbloods Musik als “a coven of Goetic Death Metal”. Die Band vermischt Einflüsse grundlegender Black- und Death-Metal-Bands, ohne zu versuchen, einen völlig neuen Stil zu entwickeln; dennoch bleibt ihrer Musik eine gewisse Eigenständigkeit.
Die Inhalte beziehen sich auf das Okkulte und die Eschatologie unterschiedlicher Religionen.

## Diskografie
- 2004: Genocide Chants to Apolokian Dawn (Demoaufnahme)
- 2005: Proclamation / Teitanblood (Split-EP mit Proclamation)
- 2006: Teitanblood / Necros Christos (Split-EP mit Necros Christos)
- 2009: Black Putrescence of Evil (Zusammenstellung der Titel von der Demoaufnahme und den Split-EPs)
- 2009: Seven Chalices
- 2011: Purging Tongues (EP)
- 2012: Woven Black Arteries (Zusammenstellung der EP Purging Tongues und eines neuen Titels)
- 2014: Death
- 2016: Accursed Skin
- 2019: The Baneful Choir